# Tetraphalerus wagneri
Tetraphalerus wagneri är en skalbaggsart som beskrevs av Waterhouse 1901. Tetraphalerus wagneri ingår i släktet Tetraphalerus och familjen Ommatidae. Inga underarter finns listade i Catalogue of Life.

## Bildgalleri

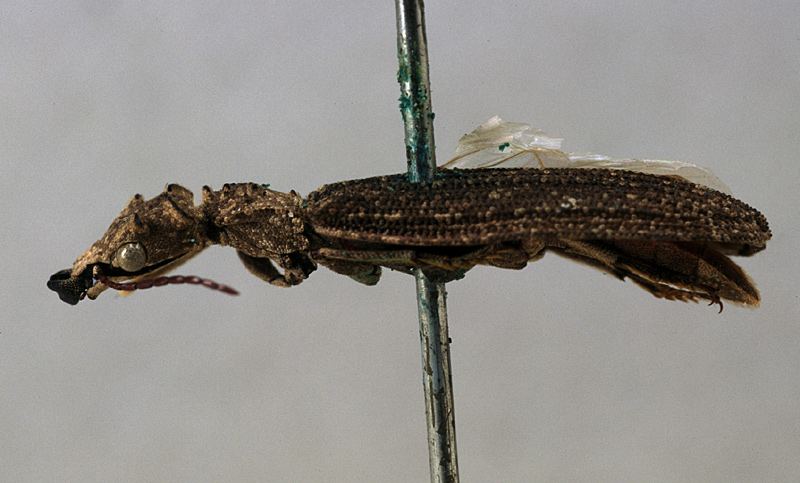